# Karmir-Astch
Karmir-Astch (russisch Кармир-Астх) ist ein Dorf (chutor) in Südrussland. Es gehört zur Republik Adygeja und hat 26 Einwohner (Stand 2019). Im Ort gibt es 3 Straßen. Karmir-Astch liegt 22 Straßenkilometer nordöstlich von Tulski (dem Verwaltungszentrum des Bezirks). 17 let Oktjabrja ist die nächstgelegene ländliche Ortschaft.